# Coopérative U

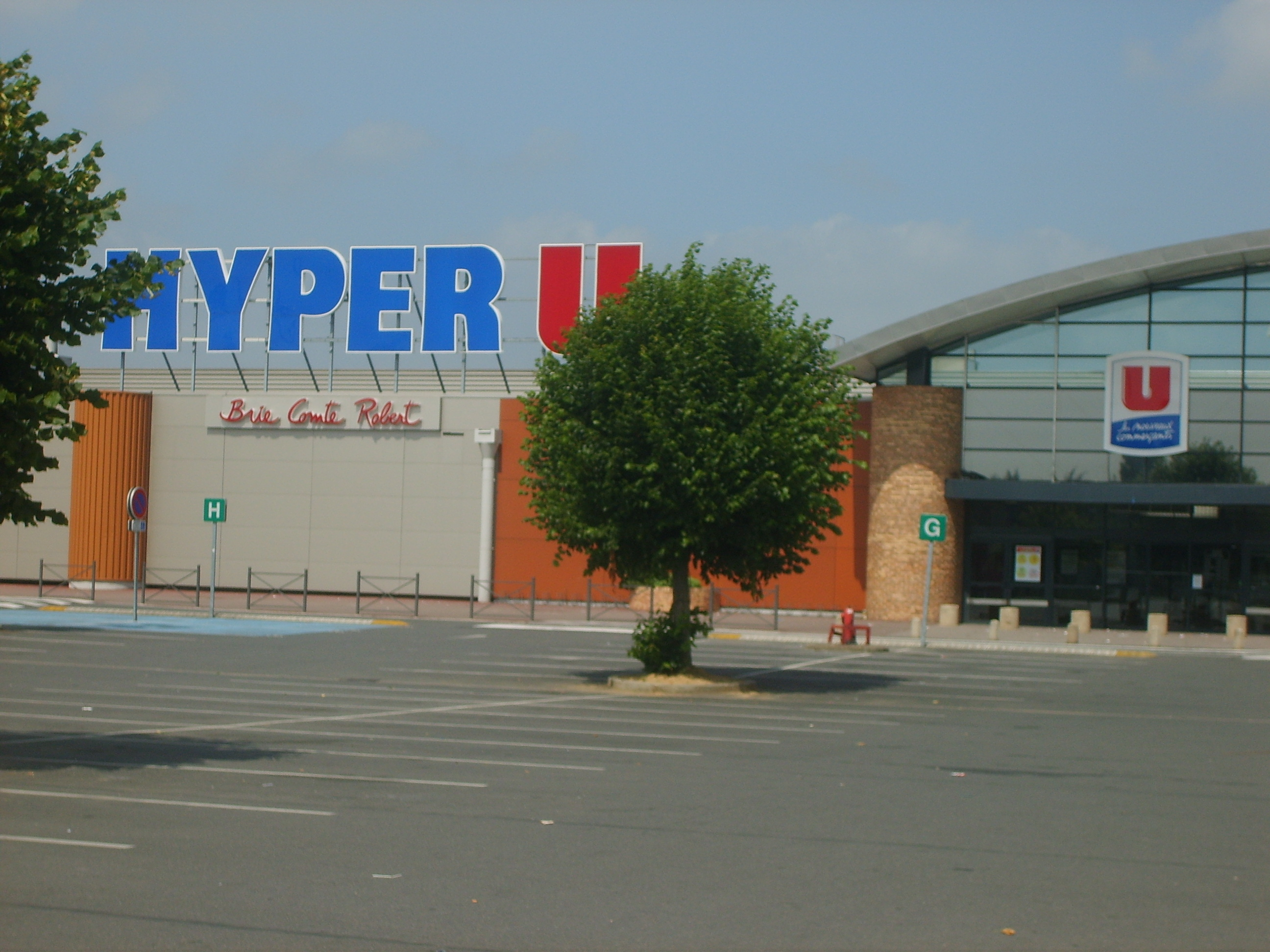
Un hipermercado Hyper U en Brie-Comte-Robert en Île-de-France, Francia.

Coopérative U es una cooperativa minorista francesa, que comprende alrededor de ochocientos hipermercados y supermercados independientes, con sede en el Parc Tertiaire SILIC en Rungis, Francia.
Posee las marcas comerciales Hyper U, Super U y U Express, que son utilizadas por sus miembros. Tuvo una facturación antes de impuestos de 12.700 millones de euros en 2002 y 13.800 millones en 2003, llegando a 15.600 millones de euros en 2007; Esto convierte a la compañía en el sexto grupo minorista más grande de Francia.[cita requerida]
En 2024, Coopérative U contaba con 1.726 tiendas en 14 países. 

## Historia
Proviene directamente de la cooperativa Pain Quotidien ('pan diario') que se fundó en el oeste de Francia en 1894. Organizó una alianza estratégica con el grupo de supermercados E.Leclerc en 1999.
En 2023, Mercure International de Mónaco comenzará a reemplazar las marcas Casino y Géant por Coopérative U en Congo-Brazzaville, Gabón y Senegal.
En febrero de 2024, el grupo Schiever se convierte en socio de Coopérative U. Anuncia que comenzará a sustituir sus hipermercados Auchan por Hyper U y sus supermercados Bi1 por Super U en marzo de 2025. 
El 16 de mayo de 2024, el grupo pasó a denominarse “Coopérative U”.

## Ubicaciones

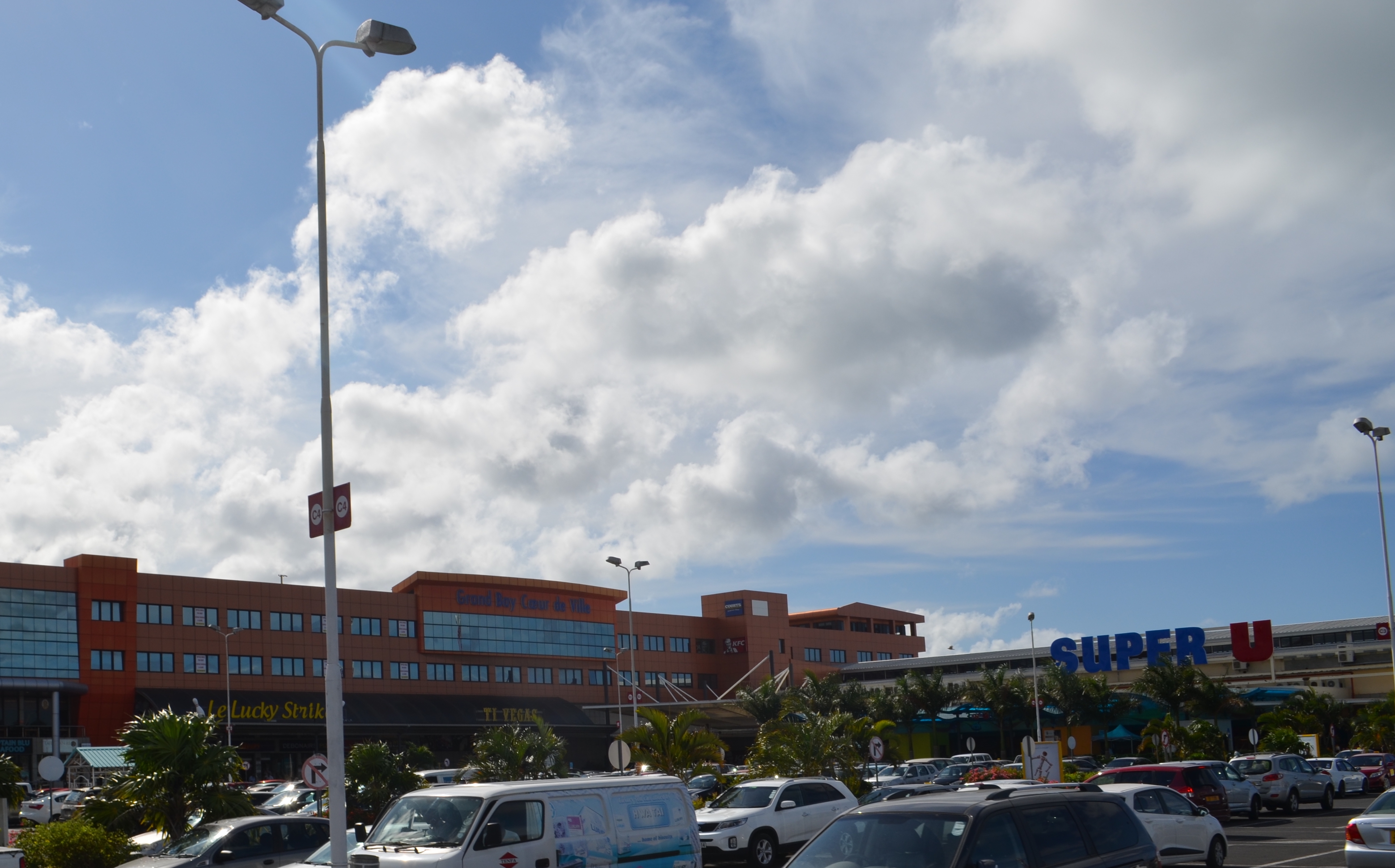
Super U en Grand Baie, Mauricio.

Para 2024, el grupo contaba con 1.726 tiendas en 14 países.

### Europa
- Andorra
- Francia
- Mónaco
- Suiza

### África
- Burkina Faso
- Benín
- Camerún
- Costa de Marfil
- Gabón
- Guinea
- Mauricio
- Madagascar
- Marruecos
- Senegal